# Модаса
Модаса — місто та муніципалітет в окрузі Араваллі в індійському штаті Гуджарат.

## Демографія
Згідно з переписом 2001 року, населення Модаси становило 90 000 осіб. Рівень грамотності становив близько 74% (81% для чоловіків, 61% для жінок), що вище, ніж національний рівень грамотності (59,5%).

## Географія
Модаса розташована за координатами 23°28′ пн. ш. 73°18′ сх. д. / 23.47° пн. ш. 73.3° сх. д.. Відстань до кордону з Пакистаном становить приблизно 260 км. Більша частина води для Модаси надходить з річки Мазум, на якій, приблизно в 5 кілометрах від Модаси, розташоване Мазумське водосховище.